# Konståret 1860

## Händelser

### Okänt datum
- Grundandet av Montreal Museum of Fine Arts.

## Verk
- Daniel Huntington - Chocorua

Édouard Manet tavla Le Chanteur espagnol från 1860.

- Édouard Manet Portrait de M. et Mme Auguste Manet (Musée d'Orsay, Paris)
- Édouard Manet Le Chanteur espagnol (Metropolitan Museum of Art, New York)

## Födda
- 4 januari - Victor Westerholm (död 1919), finländsk målare och professor.
- 15 januari - Oscar Björck (död 1929), svensk konstnär.
- 29 januari - William Jacob Baer (död 1941), amerikansk målare.
- 18 februari - Anders Zorn (död 1920), svensk konstnär.
- 30 mars – Paul Gasq (död 1944), fransk skulptör.
- 5 april - Justus Lundegård (död 1924), svensk målare.
- 11 april – Ferdinand Boberg (död 1946), svensk arkitekt.
- 13 april – James Ensor (död 1949), belgisk målare och grafiker.
- 14 april - Hugo Backmansson (död 1953), finländsk målare och överstelöjtnant.
- 29 april – Lorado Taft (död 1936), amerikansk skulptör.
- 13 maj - Sven Kulle (död 1945), svensk konstnär (medaljgravör och myntgravör).
- 14 maj - Bruno Liljefors (död 1939), svensk målare.
- 31 maj - Walter Richard Sickert (död 1942), brittisk konstnär.
- 11 juni - Oda Krohg (död 1935), norsk målare.
- 18 juni - Laura Muntz Lyall (död 1930), kanadensisk målare.
- 20 juli - Giambattista De Curtis (död 1926), italiensk sångtextförfattare, poet och målare.
- 24 juli - Alfons Mucha (död 1939), tjeckisk målare, grafiker och formgivare.
- 5 augusti - Louis Wain (död 1939), brittisk konstnär.
- 11 augusti - Gari Julius Melchers (död 1932), holländsk-amerikansk målare.
- 15 augusti - Kolë Idromeno (död 1939), albansk målare, skulptör, arkitekt och ingenjör.
- 30 augusti – Isaak Levitan (död 1900), rysk landskapsmålare.
- 7 september - Grandma Moses (död 1961), amerikansk naivistisk konstnär.
- 16 september – Solomon Joseph Solomon (död 1927), brittisk konstnär.
- 23 september - Axel Tallberg (död 1928), svensk grafiker och konstnär.
- 4 oktober
  - Maximilian Lenz (död 1948), österrikisk konstnär.
  - Sidney Paget (död 1908), brittisk tecknare.
- okänt datum - Iris Nampeyo (död 1942), amerikansk krukmakare och keramisk konstnär.

## Avlidna
- 28 april - Jakob Guttmann (född 1811), skulptör.
- 22 augusti - Alexandre-Gabriel Decamps (född 1803), målare.
- 22 augusti – Giuseppe De Fabris (född 1790), italiensk skulptör.
- 2 oktober - Louis Hersent (född 1777), fransk målare.
- 3 oktober - Alfred Edward Chalon (född 1780), engelsk målare.
- 3 oktober - Rembrandt Peale (född 1778), amerikansk konstnär.
- okänt datum - Ferdinand Tollin (född 1807), svensk uppfinnare, ingenjör, tecknare och grafiker.
- okänt datum - Kilian Zoll (född 1818), svensk konstnär.
- okänt datum - Denis Auguste Marie Raffet (född 1804), fransk illustratör och litografiker.
- okänt datum - Juan Antonio Rivera, spansk målare.
- okänt datum - Dai Xi (född 1801), kinesisk målare.
- okänt datum - William Charles Ross (född 1794), brittisk målare.